# Cerastis rufomedialis
Cerastis rufomedialis là một loài bướm đêm trong họ Noctuidae.